# Johannes Jaroslaw Marcinowski
Johannes Jaroslaw Marcinowski (ur. 13 listopada 1868 we Wrocławiu, zm. 13 lutego 1935 w Tübingen-Waldhausen) – niemiecki lekarz psychiatra i psychoanalityk. Członek Wiedeńskiego Towarzystwa Psychoanalitycznego od 1919 do 1925 roku.

## Życiorys
Urodził się w 1868 roku we Wrocławiu jako syn  Johannesa Christlieba (1833–1884) i Anny Clary Wilhelmine (1850–1932). Jego ojciec był radcą stanu (Regierungsrat) i syndykiem (Landessyndikus). Miał młodszą siostrę Kati (1877–1955).
Uczęszczał do szkoły kadetów i zdobył stopień oficera, jednak podczas ćwiczeń wojskowych doznał urazu, który doprowadził do obustronnego płaskostopia. Otrzymał dożywotnią rentę; nie kontynuował kariery wojskowej i rozpoczął studia medyczne na Uniwersytecie Wrocławskim. W 1894 roku otrzymał tytuł doktora nauk medycznych na podstawie sporządzonej pod kierunkiem Mikulicza-Radeckiego dysertacji poświęconej płaskostopiu (Zur Therapie des erworbenen Plattfusses. Ein neuer Stützaparatt für Plattfüsse). W 1899 przebywał w Paderborn. Od 1901 roku praktykował jako neurolog w różnych ośrodkach, a od 1907 roku w założonym przez siebie sanatorium „Haus Sielbeck” pod Eutin w prowincji Holsztyn. Po zakończeniu I wojny kupił gospodarstwo w Heilbrunn koło Bad-Tölz, które przekształcił w prowadzoną przez siebie klinikę. Był jej dyrektorem do 1928 roku.
Johannes Marcinowski był jednym z pierwszych zwolenników psychoterapii w Niemczech. Carl Gustav Jung zwrócił Freudowi uwagę na jeden z jego artykułów, a Freud odpisał Jungowi, że „otrzymał czarujący list od Marcinowskiego, w którym deklaruje się on jako nasz zażarty zwolennik i kompan w walce. Mówi mi że trzy [jego] następne artykuły będą w różnych miejscach publikowane. Próbuje nawiązać kontakt z naszą grupą i prosi o adresy”.
W swojej pracy O historii ruchu psychoanalitycznego (Zur Geschichte der psychoanalytischen Bewegung, 1914) Freud wymienił sanatorium Marcinowskiego jako pierwszą niemiecką instytucję która otworzyła swoje drzwi dla psychoanalizy. Na 2. Kongresie Psychoanalitycznym w Norymberdze w 1910 roku Marcinowski wygłosił odczyt Sejunktive Prozesse als Grundlage der Psychoneurosen. Brał udział w Międzynarodowym Kongresie Psychoanalitycznym w Weimarze, 21 września 1911. Pod koniec 1911 roku został stałym korespondentem „Zentralblatt für Psycho-analyse”, a od 1913 do 1919 „Internationale Zeitschrift für (ärtzliche) Psychoanalyse”. Od 1919 członek Wiedeńskiego Towarzystwa Psychoanalitycznego (Wiener Psychoanalytischer Verein). Prawdopodobnie członek Niemieckiego Towarzystwa Psychanalitycznego. Od tego samego roku członek monachijskiego Gesellschaft für angewandte Seelenkunde założonego przez Leonharda Seifa, ale razem z Hansem von Hattingbergiem i Viktorem von Gebsattelem zrezygnował rok później, ponieważ ich zdaniem Seif zbytnio oddalił się od pierwotnej koncepcji Freuda. W 1920 roku jego sanatorium odwiedziła Lou Andreas-Salomé.
Z czasem Marcinowski rozwinął własną formę psychoterapii. Publikował w „Zeitschrift für Menschenkunde” Hattinberga, w innych czasopismach medycznych i poświęconych psychoanalizie; rozdziały w zbiorze Der nervöse Mensch redagowanym przez Hattinberga i w publikacjach Wilhelma Stekla. Od 1928 roku mieszkał z rodziną w Tybindze-Waldhausen, gdzie prowadził razem z żoną Gustel, dyplomowaną pielęgniarką, swoją drugą klinikę. Należał do Metapsychologische Gesellschaft w Monachium.
Był dwukrotnie żonaty. Z pierwszego małżeństwa z Helene Sophie Charlotte Rede (1870–1954) urodzili się bliźniacy Hans i Jaroslaw (1895) i córka Johanne Irmingard (1896). Ze związku z pielęgniarką Auguste (Gustel) Gramatzki (1883–1960) urodził się syn Heinz, a po zawartym z nią ślubie jeszcze trzech synów: Hans Jürgen, Wulfdietrich i Willi Gernot.
Wspomnienie o nim autorstwa Stekla ukazało się na łamach „Psychotherapeutische Praxis”.

## Wybrane prace
- Zur Therapie des erworbenen Plattfusses: Ein neuer Stützapparat fuer Plattfuesse. Breslau: Schatzky, 1894
- Zur Therapie des erworbenen Plattfusses. Ein neuer Stützapparat für Plattfüsses. Zeitschrift für orthopädische Chirurgie 4, ss. 68-103, 1895
- Das Xeroform und seine Wirkung bei Ulcus corneæ. Therapeutische Monatshefte 12, s. 385, 1898
- Selbstbeobachtungen in der Hypnose. Zeitschrift für Hypnotismus 9, 177-190, 1899
- Sanatorium Insebald bei Paderborn. Dessau: Buchdruckerei Gutenberg, 1899
- Zur Atropinbehandlung des Ileus. Münchner Medizinische Wochenschrift 47, s. 1492, 1900
- Epileptisches Irresein nach Trauma; Diebstahl im Dämmerzustande. Ärztliche Sachverständigen Zeitung 6, ss. 408-411, 1900
- Das Eukain B, „Deutsche Zeitschrift für Chirurgie”, 65 (5-6), 1902, s. 417–486, DOI: 10.1007/BF02791429.
- Ein Fall von Vergiftung durch sogenannte Essigessenz. Ärztliche Sachverständigen Zeitung 8, 134 (1902)
- Alexander Haig, Jaroslaw Marcinowski: Diät und Nahrungsmittel. O. Salle, 1903
- Im Kampf um gesunde Nerven. Ein Wegweiser zum Verständnis und zur Heilung nervöser Zustände. Für Ärzte und Laien. Berlin: O. Salle 1904
  - Berlin, Verlag von Otto Salle, 1907 (3 Auflage) 151 ss.
  - 4. neu durchgeseh. Aufl. Berlin: Salle, 1911
- Nervosität und Weltanschauung. Studien zur seelischen Behandlung Nervöser nebst einer kurzen Theorie vom Wollen und Können. Berlin: O. Salle, 1905
- Die Bedeutung der Weltanschauungsprobleme in der Heilkunst. Zeitschrift für Psychotherapie und medizinische Psychologie 1, ss. 129–143, 1909
- Nervosität und Weltanschauung. Studien zur seelischen Behandlung Nervöser nebst einer kurzen Theorie vom Wollen und Können. Zweite, völlig umgearbeitete Studie. Berlin: Verlag von Otto Salle, 1910
- Zur Kasuistik der sexualen Aetiologie nervöser Symptome. Zeitschrift für Psychotherapie und medizinische Psychologie 2, ss. 30–38, 1910
- Drei Romane in Zahlen. Ein Beitrag zur symbolischen Verwendung von Zahlen im Leben und im Traime. Zentralblatt für Psychoanalyse, medizinische Monatsschrift für Seelenkunde 2 (12), s. 619–638, 1912
- Gezeichnete Träume. Zentralblatt für Psychoanalyse, 1912.
- Der Mut zu sich selbst: Das Seelenleben des Nervösen und seine Heilung. Berlin: Otto Salle 1912
  - Berlin: Verlag von Otto Salle, 1925
- Die Heilung eines schweren Falles von Asthma durch Psychoanalyse. Jahrbuch für psychoanalytische und psychopathologische Forschungen 5 ss. 529-620, 1913
- Eine kleine Kriegsneurose. Internationale Zeitschrift für ärztliche Psychoanalyse 3, 1915
- Ärztliche Erziehungskunst und Charakterbildung. Die sittlichenden Werte der psychoanalytischen Behandlung nervöser Zustände. Mchn., Reinhardt. 1916
- Neue Bahnen zur Heilung nervöser Zustände. Ein Stück Lebenskunst für alle. Berlin: O. Salle, 1916
- Zur Psychologie der Liebeswahl und des angeborenen Sexualcharakters. Imago 13, ss. 511–532, 1917
- Zum Kapitel Liebeswahl und Charakterbildung. Imago: Zeitschrift fur Anwendung der Psychoanalyse auf die Geisteswissenschaften 5, 3, 1918
- Die erotischen Quellen der Minderwertigkeitsgefühle. Zeitschrift für Sexualwissenschaft 4, ss. 313–321, 1918
- A detailed Dream Analysis. Psyche and Eros 1, s. 140, 1920
- Dreams, superstition, and neuroses. Psyche & Eros 2, ss. 192–202, 1921
- Two Confinement Dreams of a Pregnant Woman. International Journal of Psycho-Analysis 2, s. 432-434, 1921
- The saintly type. Psyche & Eros 3, ss. 4–7, 1922
- Erotic element in sense of guilt. Journal of Sexology and Psychoanalysis 1, ss. 449–452, 1923
- Zwei Entbindungsträume einer Schwangeren. Internationale Zeitschrift für Psychoanalyse 7, 1921
- Die Gefühlszerrissenheit der neurotischen Psyche. Prien am Chiemsee, 1924
- Probleme und Praxis der geschlechtlichen Aufklärung. Prien am Chiemsee: Anthropos-Verlag, 1924
- Schuldgefühle. Prien am Chiemsee: Anthropos-Verlag, 1924
- Minderwertigkeitsgefühle. Anthropos-Verlag Prien am Chiemsee, 1924
- Mein Weg zu Gott: Suchen u. Finden aus meinem Leben, 1921
- Mein erstes Begegnen mit Schrenck-Notzing. Zeitschrift fuer Parapsychologie 4, 188-192, 1929
- Vom finalen und vom kausalen Denken in der Psychologie der Neurosen. Zentralblatt für Psychotherapie 8 (6), 331-340, 1935

Przekłady
- I kampen för friska nerver. En vägvisare vid behandling och botande av nervösa tillstånd. Beijers Bokförlagsaktiebolag, 1905
- Борьба за здоровые нервы. Москва, 1913
- Нервность и миросозерцание; Очерки психичес. лечения нервнобольных. Москва, 1913
- (přel. V. Dux) Pocity viny. Praha: B. Kočí, 1927
- (přeložila Anna Hrubá) Nervosní člověk. X, Pocity méněcennosti. Praha: B. Kočí, 1927